# Robert de Comines
Robert de Comines también Robert de Comyn (Comines, c. 1022-Durham, 28 de enero de 1069), fue un noble caballero anglonormando que durante un tiempo muy breve fue conde de Northumbria. Era hijo de John de Comyn (c. 991-1021), señor de Comines, en aquel entonces en el Condado de Flandes, y siguió a Guillermo II de Normandía en su conquista de Inglaterra. Fue enviado al norte por Guillermo como conde de 1068 a 1069 después de la deposición de Gospatric. Alcanzó Durham con 700 hombres, donde el obispo, Ethelwin, le advirtió que un ejército se había movilizado contra él. Ignoró el consejo y, el 28 de enero de 1069, los rebeldes se encontraron en Durham matando a muchos de sus hombres en las calles, incendiando finalmente la casa del obispo donde Robert se hospedaba. Falleció consumido por las llamas.
Después de este ataque, Ethelwin se volvió contra los mormandos y reunió un ejército en Durham antes de marchar sobre York, lo que provocó la represalia del rey Guillermo en la Masacre del Norte.

## Herencia
Se desconoce el nombre de su esposa, pero las crónicas mencionan a dos hijos:
- John de Comyn (m. 1135), que murió durante La Anarquía;
- William de Comyn, Lord Canciller de David I de Escocia.